# Иоанн Тобольский
Иоа́нн Тобо́льский (в миру Иван Макси́мович Васильковский, либо Иван Максимо́вич; декабрь 1651, Нежин, Нежинский полк, Войско Запорожское — 10 [21] июня 1715, Тобольск, Русское царство) — епископ Русской православной церкви, с 1697 года — архиепископ Черниговский и Новгород-Северский, с 1711 года митрополит Тобольский и всея Сибири. Известен своей миссионерской и богословской деятельностью. Основатель Черниговского коллегиума — прообраза духовных семинарий; автор многочисленных поэтических сочинений.
Прославлен в лике святителей 10 (23) июня 1916 года (последняя канонизация синодальной эпохи в Русской православной церкви); память в тот же день — 10 (23) июня. В день памяти святителя с 1984 года совершается празднование в честь всех сибирских святых. Память святителя Иоанна совершается также в третью неделю по Пятидесятнице, в день празднования Собора Галицких святых и 20 сентября (3 октября) в Соборе Брянских святых.

## Жизнеописание

### Ранние годы, монашество
Иоанн родился в декабре 1651 году в городе Нежине в семье шляхтича Максима Васильковского (прозвище произошло от города Василькова), который позднее переехал в Киев, арендовал мельницы и земли у Киево-Печерской лавры и стал известен своими пожертвованиями на строительство многих киевских храмов. Иоанн был старшим ребёнком в семье и, как прочие десять сыновей, получил свою фамилию Максимович от имени своего отца (этим объясняется совпадение отчества и фамилии). Мать Иоанна звали Евфросинией. Семья Максимовичей-Васильковских была под прямой протекцией гетмана Ивана Мазепы.
Согласно генетическим исследованием одного из потомков Максима Васильковского — род Максимовичей принадлежит к Y-гаплогруппе R1a-YP616 (подветка R1a-L260), которая распространена среди западных и восточных славян (наиболее среди жителей современной Польши).
О детских и юношеских годах жизни Иоанна сведения не сохранились. В автобиографическом сочинении «Путник» об этом периоде своей жизни он только сообщает, что «от юности моея многое множество книг собрах и содержах яко драгое богатство»:31. В 1668—1675 годах он обучался в Киево-Могилянской академии и по её окончании был оставлен в ней преподавателем латинского языка. В 1675 году, вскоре после окончания академии, принял в Киево-Печерской лавре монашеский постриг с именем в честь святителя Иоанна Златоуста от архимандрита Иннокентия (Гизеля). Благодаря своим богословским познаниям и проповедническим талантам Иоанн был назначен лаврским проповедником, должность которого занимал до 1680 года. Вскоре архиепископ Черниговский Лазарь (Баранович) рукоположил Иоанна в сан иеромонаха.
В 1677 году в составе делегации украинского духовенства Иоанн ездил в Москву с просьбой о помощи в связи с военным вторжением Османской империи на заднепровскую Украину (см. Русско-турецкая война (1676—1681)). В столице он был принят царём Фёдором Алексеевичем. Результатом прошения стало направление на Украину войска и предоставление царём киево-печерским монахам Свенского монастыря в окрестностях Брянска. В 1680—1690 годы Иоанн ещё несколько раз посещал Москву по церковным делам.
В 1680 году Иоанн был назначен экономом Киево-Печерской лавры, а 1681 году наместником Свенского монастыря, куда переселились монахи в связи с набегами турок на Киев. Во время управления монастырем активно вводил порядки церковного богослужения и ношения облачений, характерные для Киевской митрополии (украинского православия), чем вызвал массовые протесты и переселение местных монахов. Оттуда в середине 1695 года Черниговским архиепископом Феодосием, видевшим в нём своего преемника, он был переведён в Елецкий Успенский монастырь Чернигова. Феодосий ходатайствовал о возведении Иоанна в сан архимандрита, чин поставления состоялся в 1696 году в Москве.

### Архиерейство в Чернигове
После смерти святителя Феодосия 24 ноября 1696 года решением рады Иоанн Максимович был избран черниговским архиереем. В Москву была направлена грамота от имени гетмана Ивана Мазепы с прошением к царю и патриарху о посвящении кандидата. 10 января 1697 года Патриархом Московским Адрианом в Успенском соборе Московского Кремля Иоанн был хиротонисан во епископа Черниговского с возведением в сан архиепископа. В ставленной грамоте Иоанну было дано право совершать богослужения в саккосе, а царь своей грамотой подтвердил права черниговской кафедры на её имения.
Сразу после назначения на кафедру архиепископ Иоанн, по поручению патриарха Адриана, начал оказывать поддержку иеромонаху Димитрию (Туптало) (святитель Димитрий Ростовский), работавшему в этот период над третьей книгой «Житий святых». В 1697 году он возвёл Димитрия в сан архимандрита и назначил настоятелем Елецкого монастыря, а в 1699 году перевёл настоятелем в Новгород-Северский Спасо-Преображенский монастырь. Во время голода в епархии в 1697—1698 годах Иоанн дал указание монастырям вести благотворительную деятельность, имена благотворителей он повелел включать в монастырские синодики.

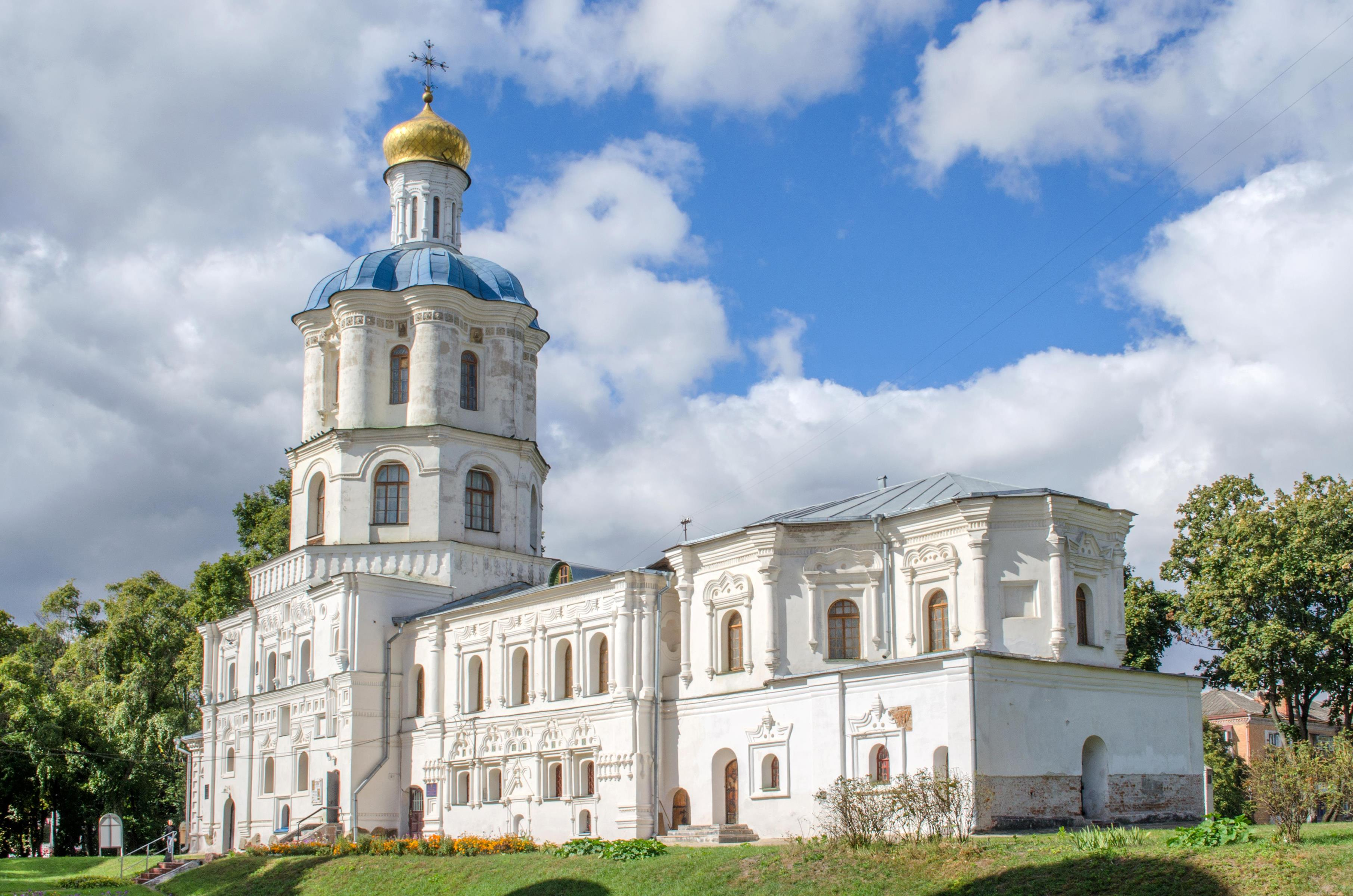
Черниговский коллегиум, основанный святителем Иоанном

В 1700 году в Чернигове Иоанном был основан Коллегиум (славяно-латинская школа для обучения не только детей духовенства, но и дворян, мещан и казаков), наподобие Киевской академии. Благодаря уровню подготовки учеников школа получила широкую известность и фактически стала первой семинарией в России. По её образцу позднее стали открываться духовные семинарии в других епархиях. Иоанном была открыта также типография в Болдинском Троицком монастыре. В ней печатались богослужебные книги, учебные пособия, сочинения духовно-нравственного содержания, включая труды самого Иоанна, переводы с латыни.
Пребывая на черниговской кафедре, Иоанн встречался с царём Петром I; житие сообщает, что он предрёк ему победу над шведами:3. После перехода гетмана Ивана Мазепы на сторону шведов Иоанн участвовал в выборах нового гетмана, а 12 ноября 1708 года в Троицком соборе города Глухова Иоанн, по приказу Петра I, вместе с митрополитом Киевским Иоасафом и епископом Переяславским Захарием совершил литургию и молебен, после чего «предал вечному проклятию Мазепу и его приверженцев». Вскоре архиепископ Иоанн стал объектом следствия по обвинению в переписке с опальным гетманом Мазепой. Сторонниками Петра І схвачен казак, при котором были найдены тайные письма Мазепы к Иоанну и ряду других сторонников Петра I (глуховскому атаману Карпеке, сотнику Туранскому и князю Святополк-Четвертинскому). После расследования, проведённого по приказу царя, Иоанн был оправдан.
Период жизни Иоанна в Чернигове был и периодом его литературно-богословской деятельности (см. ниже перечень его трудов). В это время он также установил контакты с афонскими монастырями (сохранилась его архиерейская грамота в Пантелеимонов монастырь, свидетельствующая об оказании Иоанном материальной помощи его монахам), монастырями Иерусалима и Синайским монастырём.
С пребыванием Иоанна на Черниговской кафедре связывается начало почитания святителя Феодосия, которому Иоанн приписывал своё исцеление от тяжёлой болезни. Иоанн, находившийся в горячке и дошедший до полного изнеможения, обратился с молитвой к Феодосию и в видении получил от него указание — «Служи завтра и будешь здоров». На утро Иоанн отслужил литургию и был здоров. После выздоровления Иоанн поместил над гробницей Феодосия в Болдинском монастыре его живописное изображение и стихотворную похвалу со словами: «з света того в катедре остави тогожде Иоанна на архиерействе». Позднее им были написаны тропарь и кондак святителю Феодосию.

### Тобольская митрополия

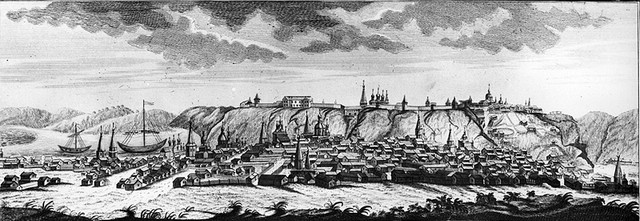
Тобольск в XVIII веке

В январе 1711 года Пётр Великий грамотой вызвал архиепископа Иоанна в Москву. В столице святитель поселился в Донском монастыре, где местоблюститель патриаршего престола Стефан (Яворский) вручил ему царский указ о назначении его на Тобольскую кафедру. 28 февраля Иоанн был возведён в сан митрополита. Несмотря на высокий сан и обширную епархию, это назначение было фактической ссылкой, причиной которой послужило недоверие к Иоанну со стороны московского правительства и его прямой конфликт с князем Александром Меншиковым. В одном из имений князя в Черниговской епархии был построен храм, князь сам назначил дату его освящения и потребовал прибытия в указанный день архиепископа Иоанна. Но святитель возразил, что назначение даты — дело архиерея, а не князя, и освятил храм в выбранный им самим день. В ответ на такие действия Иоанна Меншиков, затаивший обиду, выхлопотал у царя назначение святителя на Сибирскую кафедру. Церковное предание сообщает, что когда Иоанну стало известно о причине его перевода в Сибирь, то он пророчески произнёс: «Да, далеко мне ехать, но он будет ещё дальше меня»:3 (пророчество связывают с опалой и ссылкой Меншикова в город Берёзов, расположенный севернее Тобольска). По другой версии, причиной возведения Иоанна в митрополиты была положительная реакция Петра I на написанный им «Синаксарь» о Полтавской битве.
Поездка в Сибирь заняла несколько месяцев. В дороге Иоанн писал силлабическими стихами автобиографический дневник «Путник», предназначенный для оставленной в Чернигове паствы. Иоанн прибыл в Тобольск 14 августа 1712 года по Иртышу на дощанике, посетил Знаменский монастырь и вновь вернулся на судно. На следующий день в праздник Успения состоялся его торжественный вход в город, где в Софийско-Успенском соборе он отслужил литургию и вступил в управление епархией:4. В делах управления у Иоанна вначале не оказалось помощников — викарный епископ Варлаам (Коссовский) ещё в 1710 году уехал в Москву и отказывался возвращаться обратно. Иоанн выбрал несколько клириков, которым предоставил права в области хозяйственного управления и церковного суда. Ими стали архимандрит Селенгинского Троицкого монастыря Мисаил, архимандрит Якутского Спасского монастыря Феофан и архимандрит Енисейского Спасского монастыря Илларион (Лежайский).

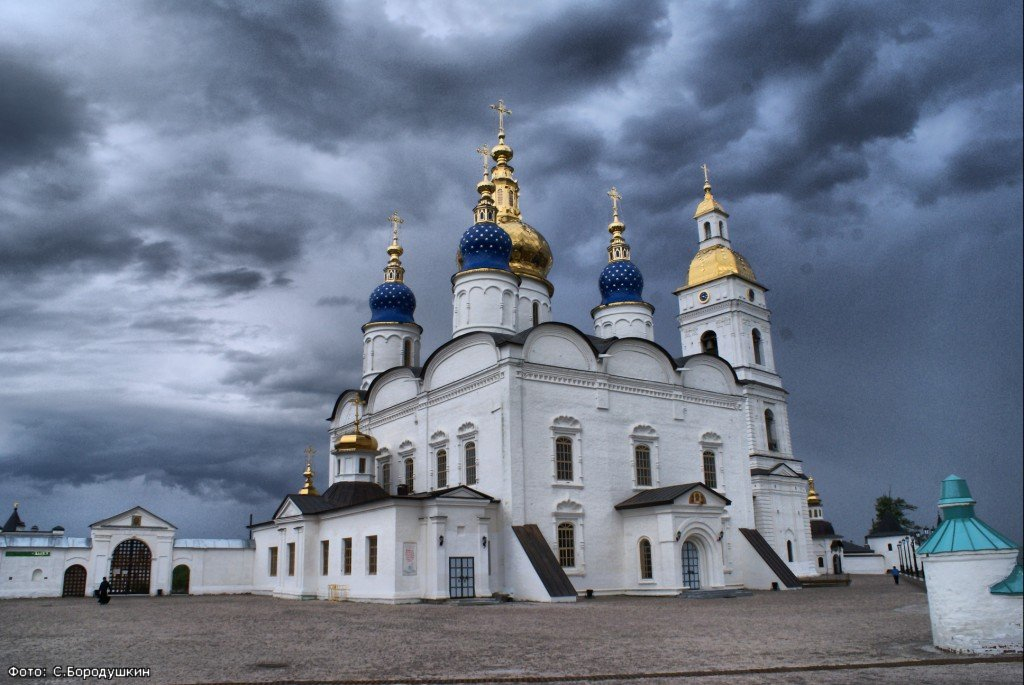
Софийский кафедральный собор в Тобольске

Вверенная Иоанну Тобольская епархия и Сибирская митрополия нуждалась в миссионерской деятельности, за которую он активно взялся. Поддержку в этом митрополиту Иоанну оказывал сибирский генерал-губернатор князь Матвей Гагарин. Миссионеры были направлены к остякам, вогуличам и другим сибирским народам. По свидетельству этнографа Г. И. Новицкого, митрополит Иоанн смог обратить в христианство одного из «князьков кошитских юрт», бывшего мусульманином, а также окрестил более 300 его соплеменников.
В 1714 году в Пекин под руководством архимандрита Иллариона (Лежайского) Иоанном была направлена духовная миссия. Официальной задачей миссии было удовлетворение духовных нужд живших в Пекине албазинцев (потомков пленных русских казаков), но, кроме этого, она должна была вести христианскую проповедь, собирать материалы о Китае и оказывать содействие дипломатам. Направление в Пекин духовной миссии было личной инициативой митрополита Иоанна: «Тобольский митрополит… имел огромные права в решении местных церковных вопросов. На то, что вопрос о посылке священника в Пекин мог быть признан в Тобольске местным, указывает практика того времени, когда волей митрополита назначались священники к едущим в Пекин караванам, к посольствам в пограничные районы и деловым посылкам в Ургу и Наун».
Особо Иоанн поддерживал, в том числе и собственными средствами, славяно-латинскую школу, основанную в 1703 году в Тобольске его предшественником митрополитом Филофеем (Лещинским). Для неё из Киева и Чернигова им были приглашены преподаватели. В школе обучались дети не только русских переселенцев, но и коренных народов Сибири. По замечанию агиографа: «едино у него увеселение было — писать душеполезные сочинения». В этот период им был выполнен перевод на русский язык сочинения немецкого монаха Иеремии Дрекселя «Илиотропион, или сообразование человеческой воли с Божественной волей» (ранее существовал лишь перевод на церковно-славянский язык). Книга была напечатана в 1714 году в Чернигове в типографии, открытой Иоанном ещё в период его архиепископства.
Митрополит Иоанн активно развивал строительство храмов, в том числе каменных. Только в 1713 году им было завершено строительство церкви Спаса Нерукотворного (начато в 1709 году), начата постройка нового архиерейского дома, освящена церковь Николая Чудотворца с приделом в честь Вознесения Господня у городских стен. Храмы возводились и в местах проживания коренных сибирских народов, обращаемых миссионерами святителя Иоанна в христианство. Иоанн активно занимался благотворительностью, к концу его жизни в Тобольске существовало около двадцати богаделен.

### Смерть и погребение

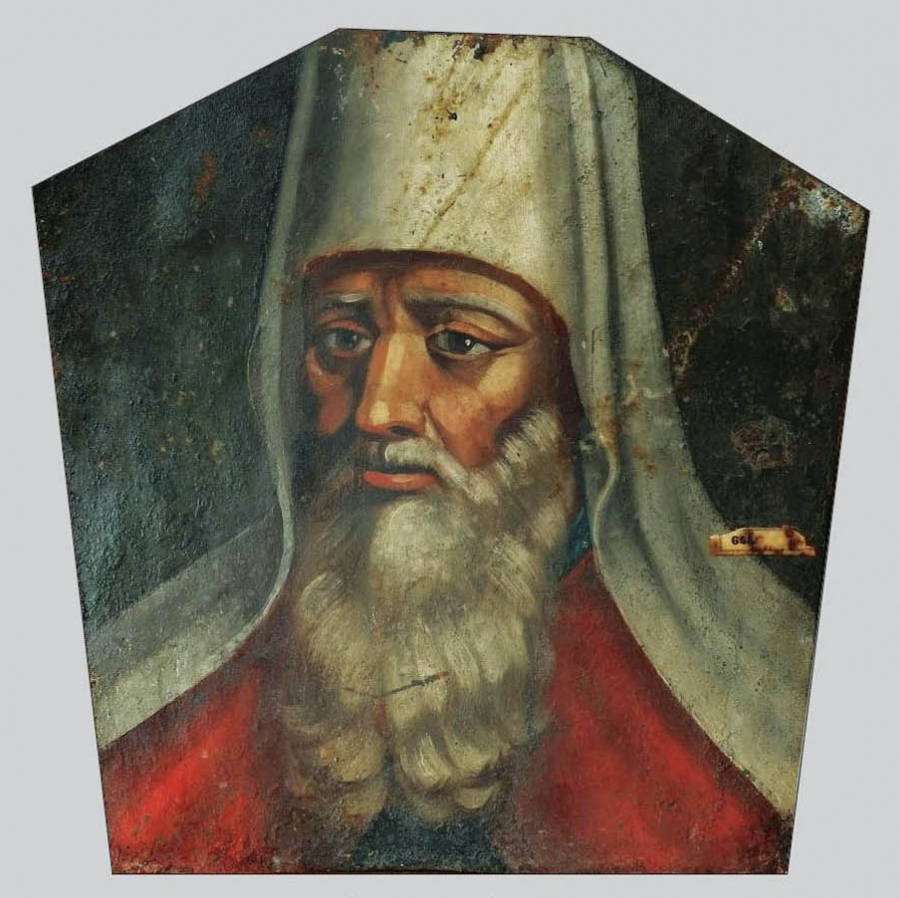
Труменной портрет Иоанна Тобольского (неизвестный художник, XVIII век, ТИАМЗ)

9 июня 1715 года Иоанн отслужил литургию, а затем устроил трапезу для духовенства и нищих, за которой сам прислуживал гостям. После удалился в свои покои, в которых на следующее утро был обнаружен умершим в молитвенном положении на коленях перед Ильинской Черниговской иконой Божией Матери. Тело святителя долгое время не предавали земле, ожидая возвращения из миссионерской поездки митрополита Филофея, который должен был возглавить погребение. Иоанн был погребён с отпеванием по монашескому чину в деревянном приделе Софийского собора в честь преподобных Антония и Феодосия Киево-Печерских. Над его надгробием, вероятно, святителем Антонием (Стаховским), была помещена стихотворная надпись. Икона Богородицы, перед которой Иоанн молился перед смертью, была помещена в алтаре придела и стала почитаться чудотворной под именем Тобольский образ Божией Матери.
В 1741 году деревянный придел по причине ветхости был разобран, и могила Иоанна Максимовича оказалась под открытым небом у северной стены собора. В 1753 году почитатели святителя собрали пожертвования и восстановили придел, освятив его во имя Иоанна Златоуста, небесного покровителя митрополита. Могила Иоанна располагалась у правой стены алтаря, над ней установили резное надгробие и портрет святителя.

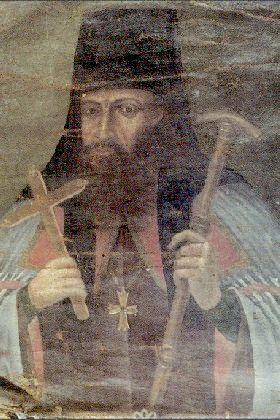
Иоанн Тобольский
(парсуна с надгробия)

В начале XIX века в приделе появилась трещина, идущая от свода к могиле. Для проведения реставрационных работ тобольский архиепископ Евгений (Казанцев) в 1826 году направил в Синод запрос, на который поступило следующее указание: «Переложить останки митрополита Иоанна в новый гроб и перенести на другое место, но в том же алтаре …и без огласки». 5 сентября того же года могила была раскопана, и в гробу были обнаружены неистлевшие клобук и мантия, покрывающие останки:4. Не раскрывая их, а протянув под ними полотно ткани, их переложили в новый гроб и закрыли пеленой, гроб обвязали шнуром и скрепили архиерейской печатью. При участии городского духовенства гроб перенесли в новую могилу в левой части алтаря у жертвенника, в неё поместили также доски от старого гроба и сверху установили деревянное надгробие.  В письме архиепископа тобольского Евгения, производившего переложение тела Максимовича, к архиепископу ярославскому Авраамию описано то, что было найдено при осмотре гроба:
Мантия и ряса целы совершенно или от холоду, ибо склеп извнутри весь во льду, равно и гроб, или от массивности сих материй, но тела одни кости целы, впрочем, все распались и все черны и отчасти плесневы.
В 1844 году на деньги купца Н. Ф. Мясникова над могилой Иоанна был установлен мраморный памятник в форме столба, увенчанного митрой с крестом, омофором. Его обнесли чугунной решеткой с памятной доской. Рядом с этим надгробием установили другой мраморный памятник с портретом святителя Иоанна, украшенным серебром и драгоценными камнями. В 1868 году придел был перестроен, и место погребения Иоанна оказалось внутри основного пространства собора.

## Почитание и прославление

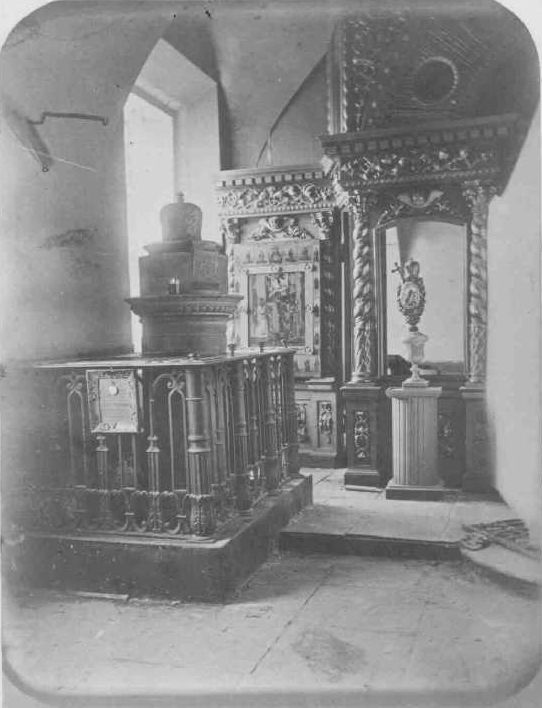
Надгробие Иоанна Тобольского в Софийском соборе Тобольска

С 1798 года в памятной книге собора записывались бывшие от гроба святителя чудеса:5. С 1879 года в день смерти святителя в Тобольске стал ежегодно совершаться торжественный крестный ход. В 1891 году епископ Тобольский и Сибирский Иустин (Полянский) сделал распоряжение:

…в Иоанно-Златоустовском приделе в течение года, кроме великих постов, на всё будущее время неотложно совершаемы были Божественные литургии, с поминовением Святителя Иоанна за упокой и панихидами по нём. Да сопричтет его Господь Бог к лику святых угодников Своих, и молитвами его помилует и спасёт нас грешных, почитателей святой памяти его!

Распоряжение было помещено в рамку и повешено у окна рядом с гробницей митрополита Иоанна. На памятник святителю епископ Иустин возложил также медный венок с крестом. В 1892 году на гробницу митрополита для чтения богомольцами положили издание переведённого им «Илиотропиона». В 1900 году вместо мраморного надгробия по распоряжению епископа Антония (Каржавина) была сооружена серебряная рака с позолоченной сенью, на её крышке поместили образ Иоанна Златоуста.

### Тобольский скандал
Тобольский епископ Варнава (Накропин) был сторонником скорейшей канонизации святителя. Он в 1913 году в связи с приближающимся двухсотлетием со дня смерти Иоанна от имени съезда духовенства и церковных старост Тобольской епархии направил в Святейший Правительствующий Синод и императору Николаю II ходатайство о канонизации митрополита Иоанна. В ответ Синодом было рекомендовано провести освидетельствование останков Иоанна и изучить сообщения о чудотворениях по молитвам к нему.

Епископ Варнава, исполняя указание Синода, 16 октября 1914 года вместе с комиссией поднял из склепа останки святителя, сменил на них облачение и переложил в специально приготовленную раку. В процессе переноса комиссия освидетельствовала останки, и было заявлено о их нетлении: 
Господь прославил Своего угодника нетлением и благоуханием костей, подобно большинству открытопочивающих святителей Российской Церкви и преподобных Сергия Радонежского, Серафима Саровского и других.
В январе 1915 года епископ Варнава сделал доклад в Святейшем синоде о результатах работы комиссии, а также о зафиксированных сорока случаях чудесной помощи по молитвам к святителю Иоанну. Священный синод счёл сообщение Варнавы недостаточным и принял решение произвести необходимое для канонизации расследование. Его поручили провести митрополиту Иркутскому Серафиму, который при своём посещении Тобольска осмотрел останки Иоанна и опросил прихожан.

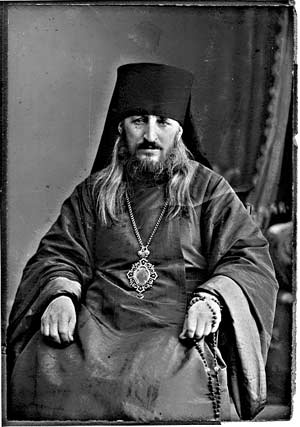
Епископ Варнава (Накропин)

В августе 1915 года после принятия императором Николаем II звания Верховного главнокомандующего епископ Варнава направил ему поздравительную телеграмму с прошением разрешить прославить Иоанна Тобольского. Ответ императора был противоречив: «Пропеть величание можно, прославить нельзя» (величание не прославленным в лике святых не поют). Варнава 27 августа поздним вечером при многочисленном собрании народа совершил молебен у раки Иоанна, но пел тропари святителю Иоанну Златоусту с припевом «Святителю, отче Иоанне, моли Бога о нас» и только на отпусте явно помянул Иоанна Тобольского. По такой же схеме в последующие дни началось регулярное служение молебнов.
Известие о случившемся дошло до Синода, Варнаву вызвали в Петроград. На допросе перед членами Синода он вёл себя резко, заявил, что «он совершил канонизацию по указанию свыше», и, несмотря на требование не покидать столицу, вернулся в Тобольск. Синод принял решение признать совершённое Варнавой прославление Иоанна недействительным и уведомить об этом тобольского архиерея и его паству. Однако данное решение Синода не было утверждено императором, он дал поручение «зимней сессии Синода пересмотреть это решение, причем, просил проявить снисходительность к епископу Варнаве, действовавшему по ревности, а не по злому умыслу». В декабре 1915 года по Высочайшему повелению в Тобольск прибыл архиепископ Литовский Тихон (Беллавин). Он произвёл осмотр гроба, опечатал его своей печатью, а также зафиксировал сообщения ещё о ряде случаев исцелений.
20 января 1916 года императору был представлен синодальный доклад, говоривший о возможности совершить канонизацию митрополита Иоанна. На всеподданнейшем докладе «Государь Император в 21-й день января 1916 года Собственноручно изволил начертать: „Приемлю предположение Святейшего Синода с умилением и тем большим чувством радости, что верю в предстательство Святителя Иоанна Максимовича, в эту годину испытаний, за Русь православную“». Определением от 22—23 января того же года Святейший Синод «постановил: поручить Преосвященному Митрополиту Московскому совместно с Преосвященным Тобольским и другими имеющими прибыть в Тобольск иерархами совершить 10 июня сего года торжественное прославление Святителя Иоанна, Митрополита Тобольского и Сибирского» — о чём возвещалось всероссийской пастве в «Деянии» (послании) Святейшего Синода от 12 февраля 1916 года, утверждённом и подписанном в заседании Синода 15 февраля.

### Торжественная канонизация
10 июня 1916 года состоялось торжественное прославление Иоанна Тобольского, совершённое собором из тринадцати архиереев во главе с митрополитом Московским и Коломенским Макарием (Невским). Накануне 8 июня митрополит Макарий лично вскрыл гроб с останками Иоанна, омыл мощи, надел на них новое облачение и переложил их в серебряный ковчег, который поместили в новый кипарисовый гроб (гроб и ковчежец были изготовлены на пожертвования москвичей и специально привезены в Тобольск на канонизацию). Проповеди на всенощном бдении (8 июня) и заупокойной литургии (9 июня) произносил протоиерей Иван Восторгов.
В день канонизации гроб с мощами святителя Иоанна был открыт и после крестного хода установлен на соборной площади для поклонения прибывшим на торжества более чем пятидесяти тысячам паломников:7. Мощи вернулись в собор на следующий день, где их на время совершения литургии поместили на горнем месте, а затем гроб установили на приготовленное для него место в соборе. Было зачитано Деяние Священного Синода о канонизации Иоанна, днём памяти был выбран день его смерти — 10 июня (по юлианскому календарю).

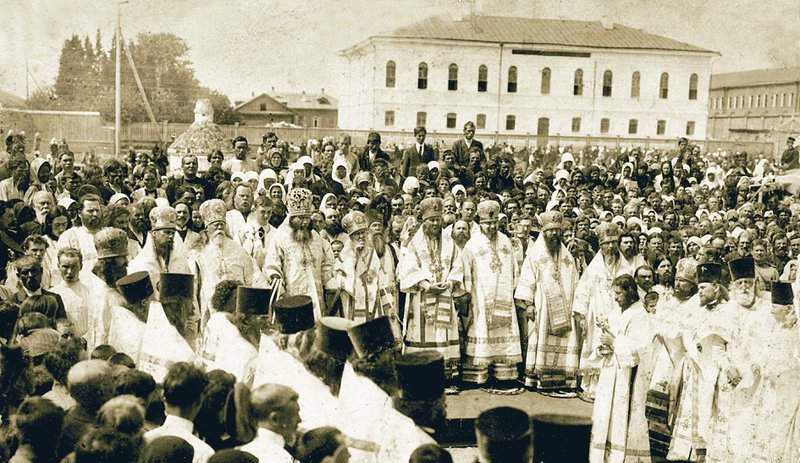
Праздничный молебен перед Софийско-Успенским собором Тобольска в честь открытия мощей Иоанна Тобольского
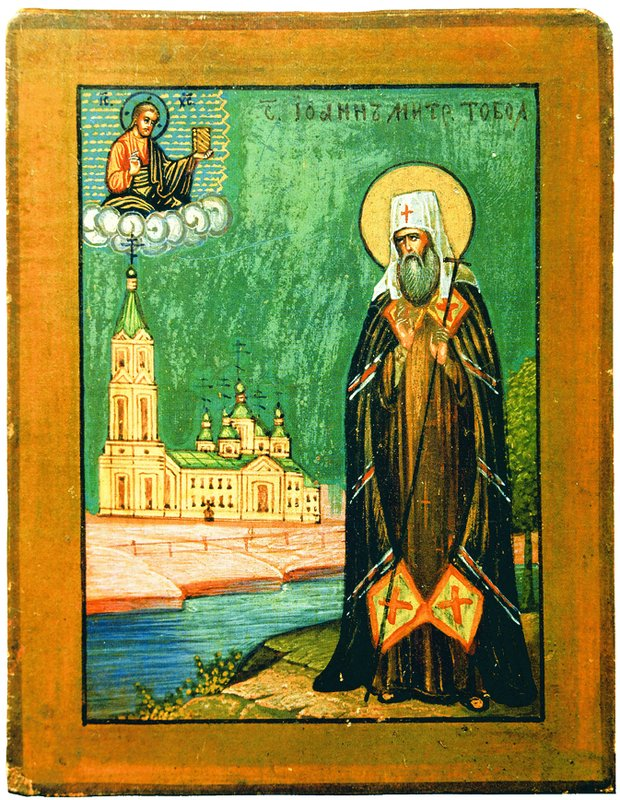
Святитель Иоанн (Максимович), митрополит Тобольский, икона начала XX века, ГИМ
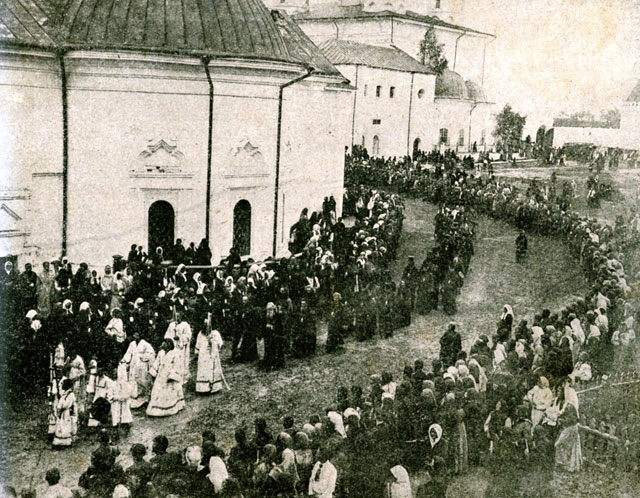
Крестный ход с мощами Иоанна Тобольского в день его канонизации

Первыми откликами в 1916 году на произошедшую канонизацию стало присвоение Тобольскому учительскому институту имени Иоанна Максимовича (11 июня) и освящение престола храма в деревне Мало-Чаусова (Курганский уезд) во имя новопрославленного святого (12 июня):8. В Тобольск поступили многочисленные телеграммы от не сумевших приехать на торжества высокопоставленных лиц (императора Николая II, императрицы Александры Фёдоровны, великой княгини Елизаветы Фёдоровны, черниговского архиерея и других).

### Дальнейшее почитание

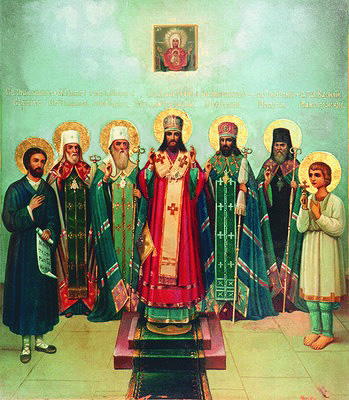
Святитель Иоанн на иконе «Собор Сибирских святых», 1918 год

В 1919 году Тобольск был занят Красной армией, перед вступлением войск в город мощи святителя поместили в подвал Покровского собора, откуда их подняли в 1920 году. 10 октября 1922 года мощи святителя Иоанна были вскрыты по распоряжению Тюменского губисполкома. Вскрытие проходило на паперти Покровского собора, был устроен антирелигиозный митинг. После вскрытия мощи некоторое время оставались в соборе, а затем были переданы в антирелигиозный отдел краеведческого музея, открытого в архиерейском доме.
В июне 1946 года архиепископ Новосибирский и Барнаульский Варфоломей (Городцов) посетил Тобольск и осмотрел мощи Иоанна Тобольского. В июле того же года он обратился к патриарху Алексию I за поддержкой в вопросе возвращения мощей церкви. Архиепископ Варфоломей 2 марта 1947 года направил ходатайство в Совет по делам РПЦ при Совете Министров СССР, которое было удовлетворено, и 14 июня мощи святителя были возвращены в Покровский собор.
В 1984 году по благословению патриарха Пимена в день памяти святого было установлено празднование в честь Собора Сибирских святых. В том году в канун праздника на малой вечерне епископ Омский и Тюменский Максим (Кроха) у раки с мощами святителя Иоанна прочёл акафист святому и освятил икону Собора Сибирских святых, написанную иконописцами мастерской Московской Патриархии.
3 апреля 2001 года по рапорту митрополита Киевского и всея Украины Владимира (Сабодана) Священный синод РПЦ установил в третью Неделю по Пятидесятнице празднование Собору Галицких святых, включив в него имя святителя Иоанна.
5 декабря 2003 года по благословению Патриарха Московского и всея Руси Алексия II было установлено празднование Собору Брянских святых, в который вошло имя Иоанна Тобольского. Празднование совершается в воскресенье накануне дня памяти благоверного князя Олега Брянского (20 сентября [3 октября]).

## Иконография

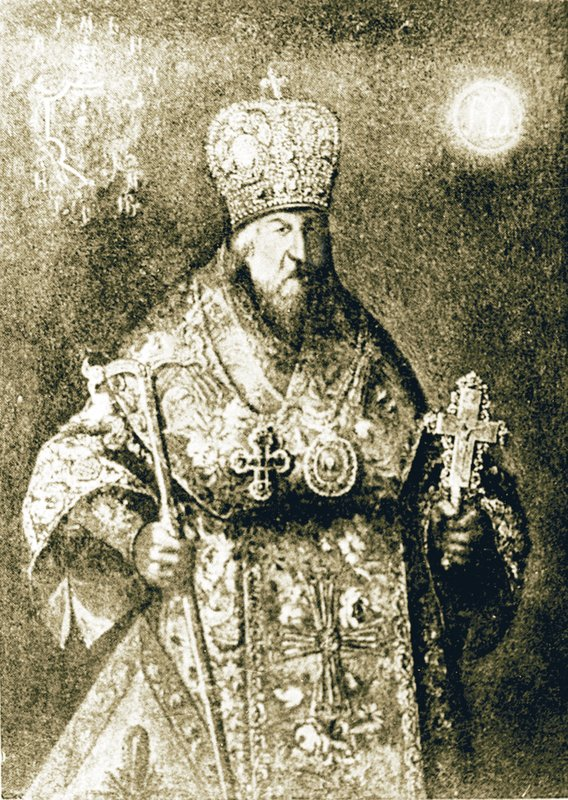
Портрет-парсуна конца XVII — начала XVIII веков

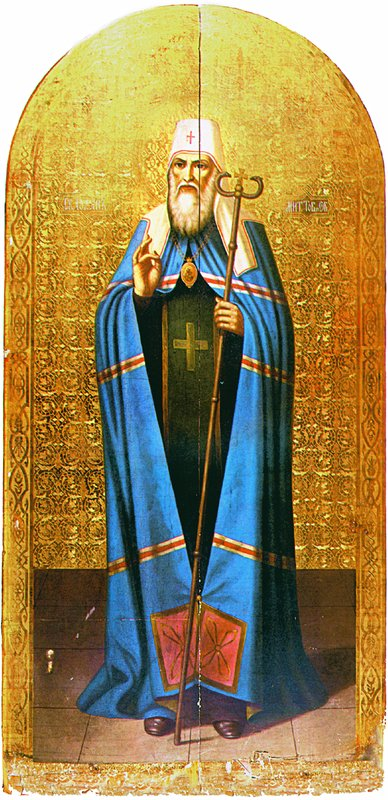
Икона, ок. 1916 года, Курганский художественный музей

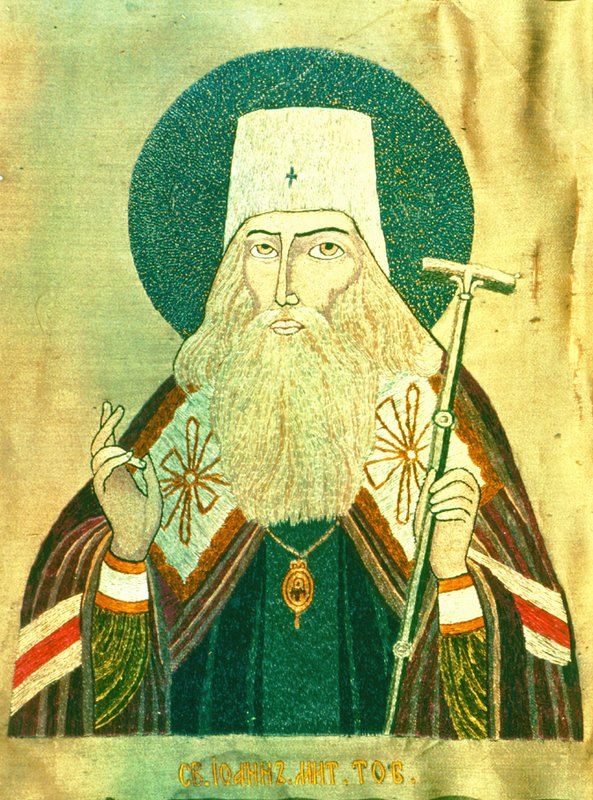
Шитая икона, 1916 год

Иконография святителя Иоанна Тобольского сложилась после его канонизации. Первые его иконописные изображения были созданы в 1916—1917 годах в Сибири и на Украине, бывших местами его церковного служения. За основу иконописных изображений были взяты сохранившиеся ранние живописные изображения митрополита Иоанна.
Известен прижизненный портрет-парсуна Иоанна (Максимовича), написанный в конце XVII — начале XVIII веков. Считается, что на нём наиболее точно переданы черты облика святителя. Сам портрет не сохранился, изображение известно по публикациям начала XX века. Портрет относится к традиционным образцам украинской портретной живописи. На нём Иоанн изображён в сане архиепископа Черниговского. Он облачён в богатое архиерейское облачение, в правую руку помещён архиерейский жезл, в левую — крест. По сторонам от святителя изображены герб и монограмма. Из особенностей внешности выделяются крупное телосложение, нос с горбинкой, небольшие глаза с острым взглядом из-под бровей.
В Тобольске после смерти Иоанна был выполнен ряд его портретов, которые помещались у его гробницы. К ним относятся:
- оплечный портрет в белом клобуке (на металлической пластине; в инвентарных книгах — «старый портрет Иоанна Максимовича»);
- портрет-парсуна в клобуке, с крестом и посохом в руках (в собрании Томского областного художественного музея);
- изображение с надписью и вензелем с деревянного надгробия (позднее было помещено на мраморный памятник).

При подготовке к канонизации митрополита Иоанна епископ Варнава в марте 1916 года получил от Синода поручение представить «иконное изображение святителя Иоанна, соответствующее историческим сведениям о святителе, для одобрения, как образца для иконы». Было представлено 7 изображений, и комиссия в качестве образца для написания икон выбрала гравюру к биографии митрополита Иоанна, опубликованную в журнале «Странник» (январь 1864 года). На ней представлено поясное изображение святителя в белом клобуке, мантии, с панагией, правая рука сложена в благословляющем жесте, а в левую помещён архиерейский жезл без сулока.
К торжественной канонизации святителя «Тобольский епархиальный книжный склад в мае заказал иконы святителя Иоанна лучшим петроградским и московским живописцам». Их выполнили как в аналойном, так и иконостасном размерах. К июлю 1916 года эти иконы украсили храмы Тобольской епархии. Одна из этих икон использовалась в чине канонизации.
В 1910-е годы сложились два типа иконографии Иоанна Тобольского:
1. основанный на черниговской парсуне конца XVII — начала XVIII веков. Иконы, написанные на её основе, появились на Украине и затем попали в Сибирь, где широкого распространения не получили.
2. основанный на выбранной Синодом гравюре и тобольских портретах святителя. На них святитель Иоанн имеет крупные черты лица, его архиерейская мантия обычно синяя (реже фиолетовая), белый клобук украшен крестом. Святитель может быть изображён предстоящим в молении Иисусу Христу, которого изображают в верхнем левом углу иконы в облачном сегменте (иногда по сторонам от святителя помещали изображения Иисуса Христа с Евангелием и Богородицы с омофором, как в иконографии Николая Чудотворца).

После установления в 1984 году празднования Собору Сибирских святых изображение Иоанна Тобольского было помещено иконописцами мастерской Московской Патриархии в центре первого ряда святых на иконе этого праздника. В конце 1990-х годов начали писать иконы святителя Иоанна на основе классического древнерусского канона, взяв за образец житийную икону святителя Алексия работы Дионисия, созданную в 1480-х годах. Такие иконы были написаны в иконописных школах Тобольской духовной семинарии и Московской Духовной академии.

## Сочинения
Митрополит Тобольский Иоанн желает, 

Молити Пречистую Деву не престает: 

О! Всепетая Мати, сохрани град и люди, 

Яко зеницу ока всех живущих блюди, 

Даруй всему гражданству премногия лета, 

Сохраняй и покрывай от злаго навета…
Иоанн Максимович был самым плодовитым поэтом начала XVIII века — им было написано несколько десятков тысяч стихотворных строк. Однако среди современников его литературный талант не получил высокой оценки. Так, Димитрий Ростовский в 1708 году писал Стефану Яворскому: «Книга вершов печатных <Богородице Дево…> прислана мне: Бог дал тем виршописцам друкарню, и охоту, и деньги, и свободное житье: мало кому потребные вещи на свет происходят», а Антиох Кантемир указывал, что в «Алфавите» «ничего путного не найдешь». Современники Иоанна, особенно столичные поэты, воспринимали его многочисленные художественные тропы, имевшие целью укрепить христианские чувства читателей, как проявление плохого вкуса. Несмотря на это, сочинения Иоанна неоднократно переиздавались в XVIII—XIX веках.
Вероятно, учителем Иоанна был Лазарь (Баранович), от него он приобрёл «характерную для украинского и московского барокко XVII века установку на самоценность стиха». В сочинениях Иоанна Максимовича прослеживается также декларативный отказ от оригинального творчества: «Не новое аз пишу, з святых собираю <…> слово многими рифмами разширяю» или «Не туне писася, от многих собирася». Это объясняется тем, что Иоанном было сделано много переводов и компиляций из сочинений как классических православных богословов, так и из трудов современных ему европейских протестантских авторов. Переводы выполнялись Иоанном на церковно-славянский язык «с отдельными вкраплениями полонизмов, латинизмов и варваризмов петровского времени, точны и следуют стилистике оригинала». Практически все сочинения митрополита Иоанна были изданы типографией Болдинского монастыря в Чернигове.

### Перечень сочинений

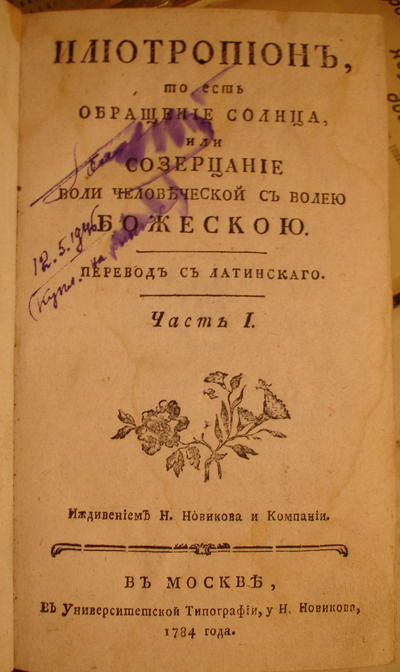
«Илиотропион»
(титульный лист издания 1784 года)

- «Феатрон нравоучительный, или нравоучительное зерцало для царей, князей и деспотов» или «Зерцало от Писания Божественнаго» (1705 год) — перевод сочинения папского каноника Амвросия Марлиана «Театр политический», изданного в Риме в 1631 году. Посвящён генеральному судье В. Л. Кочубею. В одном из изданий сочинения помещены три проповеди Иоанна, написанные им в бытность проповедником Киево-Печерского монастыря. Отмечают, что в основном они представляют компиляции проповедей Иоанна Златоуста[47];
- «Алфавит, сложенный от писаний» (1705 год) — краткие жизнеописания святых и пустынников, а также их изречения, написанные силлабическими стихами. Центральное место занимает «Житие Алексея человека Божьего», так как книга была посвящена царевичу Алексею Петровичу. В житие апостола Петра Иоанн включил панегирик Петру I;
- «Вирши и три проповеди» (1705 год);
- «Богородице Дево радуйся» (1707 год) — стихотворное толкование на богородичную молитву и описание чудес Богородицы, часть сведений была заимствована из сочинения Димитрия Ростовского «Руно орошенное». Это самое большое поэтическое сочинение Иоанна, насчитывающее 23 тысячи строк;
- «Псалом пятидесятый, от Писания взятый» (1707 год) — толкование на 50-й псалом с пересказом истории о благоразумном разбойнике;
- «Размышление о молитве Отче Наш» (1709 год) — стихотворное изложение различных святоотеческих толкований молитвы. Предисловие к сочинению содержит указание о необходимости благодарить Бога за победу в Полтавской битве, в которой «Бог, в Троице славимый, Российское Отечество от поглощения еретическаго льва швецкаго»[8]:59;
- «Осьм Евангельских блаженств» (1709 год) — толкование на евангельские блаженства в стихах;
- «Царский путь креста Господня, возводящий в живот вечный» (1709 год) — перевод с латыни книги бенедиктинского монаха Бенедикта Хефтена[англ.] «Regia via crucis» (1635 год). Книга построена в форме вопросов заблудившейся в лесу девушки Ставрофилы, на которые даёт ответы Бог (у Хефтена) или ангел (у Иоанна Максимовича). Кроме цитат из Священного Писания, приводятся многочисленные цитаты из Отцов Церкви, в том числе и восточных, что свидетельствует о переработке Иоанном сочинения Хефтена[9];
- «Синаксарь в честь и славу Господа Бога Саваофа о преславной победе под Полтавою» (1710 год) — написан в прозе, за исключением стихотворного окончания. Был предназначен для чтения в церквах за благодарственной службой о победе в Полтавской битве, написанной архимандритом Феофилактом (Лопатинским);
- «Богомыслие на пользу правоверным» (1710 год) — сборник статей, относящихся до разных предметов веры и нравственности, перевод сочинения Иоганна Герхарда «Meditationes sacrae ad veram pietatem excitandam» (1606 год). Первое издание «Богомыслия» было посвящено Иоанном митрополиту Стефану (Яворскому), ярому противнику лютеранства, а второе — Петру I. После смерти Иоанна в его переводе была усмотрена «многая люторская противность», и в 1720 году книгу запретили[48]. По мнению архиепископа Филарета (Гумилевского), в указе Сената было много преувеличений[49];
- «Илиотропион, или сообразование человеческой воли с Божественной Волей» (1714 год) — перевод с латыни сочинения немецкого писателя и католического проповедника Иеремии Дрекселя 1627 года. Сочинение Дрекселя было взято Иоанном за основу и дополнено его собственным богословским видением проблемы согласования Божественной и человеческой воли, основанном на мнениях Отцов Церкви. Это сочинение Иоанна «настолько органично вошло в круг популярного православного назидательного чтения, что уже неразрывно связывается с именем своего переводчика»[50]. Популярность «Илиотропиона» объясняется тем, что в нём сложные богословские вопросы разъясняются различными рассказами и примерами, взятыми из Священного Писания и житий святых.
- «Есть путник из Чернигова в Сибирь» — обширное стихотворное автобиографическое сочинение, написанное Иоанном по пути в Тобольск и рассказывающее о его жизни после отъезда из Чернигова[51]. В «Путнике», кроме подробного описания путешествия Иоанна из Чернигова в Тобольск, включая возведение в сан митрополита в Москве, содержатся его философские и богословские размышления. В «Путнике» Иоанн сообщает, что в Чернигове «Много оставих писаний, к типу зготованных; не вем, аще увижу к чтению изданных. Кая ми польза, егда вся под спудом погребены пребудут?»[8]:72. Поэтому полный перечень написанных митрополитом Иоанном трудов остаётся неизвестным.

Его авторству приписывают также латинско-русский словарь, составленный в 1724 году его племянником И. П. Максимовичем.

## Образ в художественной литературе
Митрополит Иоанн — один из персонажей в романе А. В. Иванова «Тобол» (2017).